# Contrabbando a Tangeri
Contrabbando a Tangeri (Flight to Tangier) è un film del 1953 diretto da Charles Marquis Warren.

## Trama
I due agenti del controspionaggio americano Susan Lane e Gil Walker riescono a impedire che un agente dell'Europa dell'Est porti a termine un lucroso affare a Tangeri.